# Nahajärv
Nahajärv (est. Nahajärv) – jezioro w Estonii, w prowincji Valgamaa, w gminie Otepää. Położone jest na południe od wsi Truuta. Ma powierzchnię 3,2 ha, linię brzegową o długości 843 m, długość 315 m i szerokość 105 m. Należy do pojezierza Kooraste (est. Kooraste järved). Sąsiaduje z jeziorami Voki, Sinikejärv, Lambahanna, Lubjaahju. Przepływa przez nie rzeka Pühäjõgi.